# 南极哥斯拉
南极哥吉拉（日语：南极ゴジラ）是1958年日本南极考察船“宗谷号”船长与船员在南极近海的吕佐夫-霍尔姆湾目击到的大型神秘生物。由于当时日本东宝株式会社制作的怪兽电影《哥吉拉》已经闻名于日本，船长松本满次以“南极的哥吉拉”为题将目击的怪物记录在他的著作《南极输送记》中，“南极哥斯拉”应此得名。

## 事件始末
1958年2月13日17时左右，宗谷号前方300米出现黑色不明物。起初，有船员认为是先前经过的美国海岸警卫队伯顿岛号破冰舰（USCGC Burton Island, WAGB-283）丢弃的铁桶。继续航行时，这个不明物的“脸部”朝向宗谷号，值班船员用望远镜看到了这个“不明物”的面目，当确认看到了“生物”的眼睛和耳朵后，机关长慌忙去拿相机，当回到船桥时，“哥斯拉”已不见踪迹。怪物大约出现了30秒左右。怪物有对大眼睛，尖耳朵，头长70-80cm，有如牛头；头顶圆圆的，像猿猴头顶一样。于身体部分浮出水面，所以全身的大小和形状并不能确定。全身覆盖约有10cm黑褐色的体毛。在船上其它地方目击的船员说，怪兽背部有纵向锯齿形的“脊突”或“鳍”。从体毛的状况和面部的形状来看，不像鲸鱼和海豹，像陆生动物。
后来，松本满次将此次事件记录于他的《南极输送记》 中，该书作为唯一的目击记录存留于世。

## 解释
目击者包括船长的宗谷号成员都是经验丰富的航海员，难考虑会对既有的动物或物体发生误认，但在夏季的南极海域连日的白夜造成睡眠、起居规律的失调、肩负需接回越冬队员之重责、被海面浮冰困住等多重壓力，感觉及心理状态处于异常状况的可能性也不容否定。而在此种异常状况下会发生集体歇斯底里是有先例的。